# Először megtanulsz sírni
Az Először megtanulsz sírni (eredeti címe: First, You Cry) 1978-ban készült amerikai tévéfilm, amelyet George Schaefer rendezett. Magyarországon 1996-ban a Szív TV, 1997-ben a TV1 sugározta szinkronnal.

## Ismertető
Betty Rollin televíziós riporter, aki a mellrákról készít riportfilmet. Az anyag készítése során fény derül arra, hogy ő maga is mellrákban szenved, ezért műtetre kerül sor, melynek során eltávolítják egyik mellét. Betty a kórházban végiggondolja az életét és önbizalmát is megpróbálja visszaszerezni.
A film valós történetet dolgoz fel.

## Szereplők
- Mary Tyler Moore – Betty Rollin
- Anthony Perkins – Arthur Herzog
- Jennifer Warren – Erica Wells
- Richard Dysart – Dr. Brennerman
- Don Johnson – Daniel Easton
- Florence Eldridge – Mrs. Rollin
- Patricia Barry – Anne
- Antoinette Bower – Marsha
- Richard Crenna – David Towers
- Vivi Janiss – Martha